# 山崎摩耶
 山崎 摩耶（やまざき まや、1947年1月9日 - ）は、日本の政治家。衆議院議員（2期）、国民民主党北海道連代表、日本看護協会理事などを務めた。

## 略歴
- 東京で出生し、北海道雨竜郡妹背牛町で育った。
- 1965年、北海道旭川東高等学校卒業。1968年、北海道大学医学部付属看護学校卒業。北海道勤労者医療協会札幌病院（札病）勤務[1]。1971年、北海道立衛生学院保健婦科を卒業。
- 1990年から1995年まで、帝京平成短期大学の助教授。
- 1995年から2005年まで、日本看護協会理事。その間、日本看護協会の代表として厚生労働省の社会保障審議会の委員にも就任。主として介護保険制度の改正についての意見陳述を行った。
- 2006年から2008年まで、旭川医科大学医学部看護学科客員教授。
- 2007年の第21回参議院議員通常選挙に、民主党の候補として比例区から立候補するが落選。
- 2008年から2009年まで、岩手県立大学看護学部教授。
- 2009年の第45回衆議院議員総選挙に、比例北海道ブロックより単独12位で立候補し、初当選。
- 2012年の第46回衆議院議員総選挙では、北海道12区から立候補するも小選挙区で敗北、比例復活もならず落選。
- 2013年から2017年まで、旭川大学保健福祉学部看護学科教授。
- 2017年4月から、旭川大学保健福祉学部看護学科特任教授。
- 2017年の第48回衆議院議員総選挙に、（旧）立憲民主党公認で比例北海道ブロックより単独7位で立候補した[2]が、落選した。
- 山崎は、2020年9月の（旧）立憲民主党の解党後にできた（新）立憲民主党には参加しなかった[3]。

- 2021年3月29日、国民民主党は年内に予定される第49回衆議院議員総選挙に山崎を比例北海道ブロック単独候補として擁立する方針を決めた[4]。
- 2021年7月に立憲民主党の本多平直が議員辞職したことに伴い、同年8月6日の中央選挙管理会で開かれた選挙会で、当時の旧・立憲民主党比例北海道ブロック名簿次点である山崎が繰り上げ当選となることが決まった[5]。同10日に官報に告示された[6][7]。山崎は2021年8月時点で国民民主党の所属であるが、公職選挙法に基づき（新）立憲民主党が既に解散している総選挙当時の（旧）立憲民主党の比例名簿の候補者を削除したり、書き換えたりすることはできないためである[8]。当選後、会派「国民民主党・無所属クラブ」は山崎の入会を衆院事務局に届け出た[9]。
- 2021年10月31日、第49回衆議院議員総選挙で国民民主党は比例北海道ブロックの議席を確保できず落選。
- 2022年4月、党北海道連代表を退任[10]。
- 2022年9月、赤松良子元文部大臣が代表を務める「クオータ制を推進する会（Qの会）」の北海道支部が設立され、理事に就任[11]。

## 日本看護協会との関係
日本看護協会は旧来より、傘下の政治団体である日本看護連盟を通して自由民主党を支持する団体であり、協会の幹部を日本看護連盟の推薦候補・自民党の公認候補として国政に輩出している（参議院議員の清水嘉与子・南野知惠子、衆議院議員の阿部俊子・能勢和子など）。山崎は、これらの議員と異なり、日本看護連盟の推薦を受けておらず、個人としての立候補である。

## 著書

### 単著
- 『やさしき長距離ランナーたち』 潮出版社
- 『在宅ケアの知恵袋』 講談社
- 『日本で老いるということ』 中央法規出版
- 『訪問看護ハンドブック』日本看護協会出版会
- 『看護の魅力』 中央法規出版
- 『患者とともに創る退院調整ガイドブック』中央法規出版